# Société d'escrime de Sion
 (juin 2022).
Si vous disposez d'ouvrages ou d'articles de référence ou si vous connaissez des sites web de qualité traitant du thème abordé ici, merci de compléter l'article en donnant les références utiles à sa vérifiabilité et en les liant à la section « Notes et références ».
 (juin 2022).
La société d'escrime de Sion est un club suisse d'escrime.

## Histoire
La société d'escrime de Sion est créé à Sion en 1945. Il accueille les championnats de Suisse de fleuret en 1947 et en 1970 ainsi que les championnats de Suisse d'épée par équipes en 1968.

## Le club

### Présidents
- Michel Evéquoz : 1945-1986
- Janine Lamon-Nellen : 1986-2009
- Gérald Pfefferlé : 2009-2016
- Joël Charvet : 2016-2021
- Jean-Charles Zimmermann : 2017-
- Stephan Kronbichler : 2021- 2023

### Entraîneurs et maîtres d'armes
- Francis Duret : 1945-1950
- Michel Evéquoz : 1950-2000
- Ernest Lamon : 1979-2004
- Jean-Blaise Evéquoz : 1982 - aujourd’hui
- Jean-Pierre Torda : depuis 2005 - aujourd'hui

#### Membre d'honneur
- Michel Evéquoz

### Logo
Le logo du club, représentant deux escrimeurs en action, a été dessiné par le peintre Jean-Blaise Evéquoz.

### Salle d'armes
- 1983-2013 : Salle d'armes du Sacré-Cœur 2 - 8 pistes
- 2014- : Salle d'armes Michel Evéquoz - 10 pistes métallisées.

## Palmarès

### Palmarès par équipes

#### Championnats suisses

##### Épée
Le club a été 11 fois champion de Suisse à l'épée masculine par équipe (1957, 1974, 1976, 1977, 1978, 1979, 1980, 1982, 1983, 2019, 2022) ainsi que quatre fois à l'épée féminine par équipes (2004, 2006, 2007 et 2012).
- Épée masculine
  - Ligue A :
    -  1957 : Michel Evéquoz, Charles-Albert Ribordy, André Spahr
    -  1974 : Jean-Blaise Evéquoz, Grégoire Evéquoz, Guy Evéquoz, Ernest Lamon, Michel Lamon
    -  1976 : Jean-Blaise Evéquoz, Grégoire Evéquoz, Guy Evéquoz, Ernest Lamon, Michel Lamon
    -  1977 : Jean-Blaise Evéquoz, Guy Evéquoz, Ernest Lamon, Wladimir Ivanoff
    -  1978 : Alex Bezinge, Jean-Blaise Evéquoz, Grégoire Evéquoz, Guy Evéquoz, Ernest Lamon
    -  1979 : Alex Bezinge, Jean-Blaise Evéquoz, Guy Evéquoz, Ernest Lamon, Gérald Pfefferlé
    -  1980 : Alex Bezinge, Jean-Blaise Evéquoz, Grégoire Evéquoz, Gérald Pfefferlé, Nicolas Riand
    -  1982 : Alex Bezinge, Jean-Blaise Evéquoz, Grégoire Evéquoz, Jean-Pierre Meyer, Gérald Pfefferlé
    -  1983 : Alex Bezinge, Jean-Blaise Evéquoz, Grégoire Evéquoz, Jean-Pierre Meyer, Nicolas Riand
    -  2019 : Lucas Malcotti, Alexis Bayard, Clément Métrailler, Stefan Cerutti
    -  2022 : Lucas Malcotti, Alexis Bayard, Clément Métrailler, Stefan Cerutt
- Épée féminine
  - Ligue A
    -  2004 : Tiffany Géroudet, Séverine Lamon, Lorraine Marty
    -  2006 : Tiffany Géroudet, Lorraine Marty, Séverine Lamon, Camille Barras
    -  2007 : Tiffany Géroudet, Lorraine Marty, Séverine Lamon, Camille Barras
    -  2012 : Tiffany Géroudet, Lorraine Marty, Justine Géroudet

##### Fleuret
- Fleuret masculin
  -  1974 : Jean-Blaise Evéquoz, Guy Evéquoz, Ernest Lamon, Michel Lamon
  -  1975 : Jean-Blaise Evéquoz, Guy Evéquoz, Ernest Lamon, Michel Lamon
  -  1977 : Jean-Blaise Evéquoz, Ernest Lamon, Michel Lamon, Gérald Pfefferlé
  -  1978 : Alex Bezinge, Grégoire Evéquoz, Guy Evéquoz, Ernest Lamon, Michel Lamon

## Membres notables
- Guy Evéquoz
- Jean-Blaise Evéquoz
- Sophie Lamon
- Sébastien Lamon
- Tiffany Géroudet
- Michel Evéquoz